# 鍋島重茂
鍋島 重茂（なべしま しげもち）は、江戸時代中期の大名。肥前国佐賀藩7代藩主。官位は従四位下・信濃守、侍従。

## 略歴
5代藩主・鍋島宗茂の七男として誕生。幼名は捨丸、右平太。初名は直亮（なおあき/なおすけ）。
寛延2年（1749年）に兄・鍋島宗教の養子となる。9代将軍徳川家重から松平姓を賜る。宝暦10年（1760年）、兄が隠居したため家督を継いだ。徳川家重の偏諱と鍋島家の通字により重茂に改名する。
明和7年（1770年）に38歳で死去した。嗣子が無かったため、実弟で養子の治茂が跡を継いだ。法名は大弘院殿道聡良廓大居士。

## 系譜
- 父：鍋島宗茂（1687-1755）
- 母：貞姫、貞樹院 - 久世通夏の娘
- 正室：霊松院（1739-1761）源姫、惇子 - 伊達宗村の長女
  - 男子：源丸（1761-?）
- 継室：淑姫（1744-1815） - 徳川宗武の三女
- 側室：八重野 - 小林辰昭の娘
  - 女子：数子 - 鍋島直愈正室
- 養子
  - 男子：鍋島治茂 - 実弟